# Прядка, Владимир Михайлович
Владимир Михайлович Пря́дка (род. 4 марта 1942, Ходоров, Мироновский район) — советский и украинский художник монументально-декоративного искусства, педагог. Автор значительных произведений монументально-декоративной росписи, мозаичного и скульптурного рельефов, витражей из литого стекла, тематических гобеленов. Творческую работу скульптор органично совмещает с общественной деятельностью: выступает на радио, телевидении, в прессе. Народный художник Украины (1996). Академик АИУ (2004). Лауреат Национальной премии Украины им. Т. Шевченко (1998)

## Биография
Родился 4 марта 1942 года во временно оккупированном нацистами селе Ходоров (ныне Мироновский район, Киевская область, Украина). В 1966 году окончил КГХИ по специальности «Скульптура». Работал художником-монументалистом на Киевском комбинате монументально-декоративного искусства. Председатель Союза мастеров народного искусства Украины (1990—2005). Главный редактор журнала «Народное искусство» (1997—2005). Член-корреспондент (2001-2004), Академик АИУ (2004). Член НСХУ и Национального союза мастеров народного искусства Украины. Профессор кафедры художественных основ декоративно-прикладного искусства Киевского государственного института декоративно-прикладного искусства и дизайна имени М. Бойчука.

## Мировоззрение
Ещё в начале 2000-х годов Владимир Михайлович говорил о том, что его тревожит раскол православной церкви, что христианство разделено на разные конфессии, одна из которых ориентирована на Москву, другая — греко-католическая — на Рим, УПЦ КП и Автокефальная украинская церковь. Также, многочисленные русскоязычные протестантские церкви, кришнаиты и другие секты чуждые украинским традициям и они раскалывают общество, способствуют ослаблению консолидации национальных сил. Он подчёркивал, что христианские иерархи должны объединиться в единую Поместную Соборную Православную церковь Украины. Что же касается искусства, Владимир Михайлович утверждал, что без него — общество слепо и глухо. Оно не знает чего хочет. Именно искусство, по его мнению, моделирует общество. При советском тоталитарном режиме компартия использовала творческие союзы как инструмент идеологической пропаганды своих идей. В независимой Украине ситуация поменялась и заданием современных творческих союзов Прядка считает обеспечение условий творческой деятельности художников является развитие культуры народа, духовное обновление общества.

## Награды и премии
- Народный художник Украины (1996)[3]
- Государственная премия Украины имени Тараса Шевченко (1998)[4]
- Орден «За заслуги» III степени (2002)
- Почётная Грамота Совета Министров УССР (1982)